# Sveriges medlingsnätverk för kvinnor
Sveriges medlingsnätverk för kvinnor skapades när Folke Bernadotteakademin (FBA)  i juni 2015 fick uppdraget av regeringen att skapa ett medlingsnätverk för kvinnor.
Syfte med nätverket är att öka antalet svenska kvinnor och kvinnor från konfliktdrabbade länder som deltar i internationella fredsprocesser eftersom kvinnligt deltagande i fredsprocesser har visat sig ge en mer hållbar fred i studier. 
Bland medlemmarna i medlingsnätverket finns Karin Landgren, f.d. särskild representant för FN:s generalsekreterare och Birgitta Holst Alani, f.d. ambassadör.